# Челен дял
Челният дял (lobus frontalis) е един от четирите дяла на крайния мозък и най-големият от тях. Намира се пред структурата gyrus centralis и над sulcus lateralis.
Играе важна роля при контролирането на волевите движения, управлението на висшите когнитивни функции и регулирането на емоциите и социалното поведение.
Наранявания в тази област могат да причинят редица симптоми, включително афазия, емоционална лабилност, невъзможност за фокусиране, парализа, персеверация, промени в социалното поведение, промени в характера и други.